# Francesco Queirolo
Francesco Queirolo (Génova, 1704-Nápoles, 1762) fue un escultor italiano del siglo XVIII.

## Biografía
Tras estudiar en Génova con Bernardo Schiaffino, Queirolo se instala en Roma en la década de 1720 bajo la protección del cardenal Spinola, y entra a formar parte del taller de Giuseppe Rusconi.
En 1733 obtiene el tercer premio de la Academia de San Lucas en escultura de 1ª clase.
Muy influenciado por Antonio Corradini, se instala en Nápoles en 1752.

## Obras

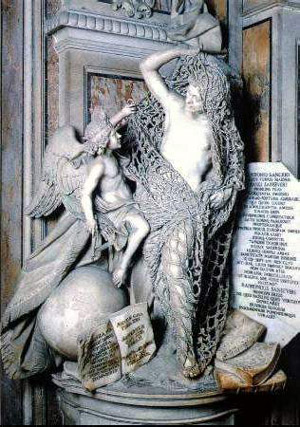
Il Disinganno, la obra más célebre de Queirolo, ubicada en la capilla Sansevero de Nápoles

Una de sus primeras obras firmadas es un busto en mármol de tamaño natural de Clemente XII, realizado en los años 1730, que se conserva en la galería Corsini de Florencia.
Durante su estancia en Roma, realizó las estatuas de san Carlos Borromeo y de San Bernardo para la fachada de la basílica de Santa María la Mayor, un busto de Cristina de Suecia (1740), la representación del otoño para la fontana di Trevi (1749) y la tumba de la duquesa de Grillo en la basílica de Sant'Andrea delle Fratte (1752).
A partir de 1752 trabaja casi exclusivamente en la decoración de la capilla Sansevero de Nápoles, para la que realiza su obra maestra, El Desengaño (Il Disinganno). Esta escultura muestra un pescador que se libera de una red con ayuda de un ángel y representa el abandono del pecado gracias al intelecto. La obra, esculpida en un solo bloque de mármol, era tan ambiciosa que se consideró imposible de realizar, y por ello, de entre todos los maestros del país, solo Queirolo se atrevió a ejecutarla.